# Stojan Velkovski
Stojan Velkovski (* 8. Mai 1934; † 15. Juni 2019 in Ulm) war ein jugoslawischer Fußballspieler. Mit Vardar Skopje gewann er den jugoslawischen Landespokal, später ließ er sich dauerhaft in Deutschland nieder.

## Sportlicher Werdegang
Velkovski spielte ab Mitte der 1950er Jahre für Vardar Skopje zunächst in der 1. jugoslawischen Liga, stieg aber mit dem Klub am Ende der Spielzeit 1958/59 mit der Mannschaft ab. Nach dem direkten Wiederaufstieg gelang ihm unter dem ungarischen Trainer Antal Lyka an der Seite von Mirko Ilijevski, Vladimir Nikolovski, Andon Dončevski und Petar Šulinčevski der größte Erfolg des Klubs während seiner Teilnahme am jugoslawischen Spielbetrieb, als im Endspiel um den Tito-Pokal 1960/61 NK Varaždin 2:1 geschlagen wurde.
1965 wechselte Velkovski nach Deutschland, wo er sich der TSG Ulm 1846 anschloss. Der Klub war aus Regionalliga Süd in die drittklassige 1. Amateurliga Nordwürttemberg abgestiegen und wollte unter anderem mit dem 31-Jährigen in die Zweitklassigkeit zurückkehren. Nachdem der neu verpflichtete Trainer Kurt Koch kurzfristig aufgrund einer Erkrankung seiner Frau von seiner Zusage zurückgetreten war, so dass der Klub ohne sportliche Führung war, sprang zunächst der Vater von Mannschaftskapitän Manfred Günther als Trainer ein, ehe mit dem vormaligen jugoslawische Nationalspieler Krešimir Arapović ein neuer Cheftrainer gefunden wurde. Dieser musste zunächst drei Monate auf Velkovski verzichten, da er aufgrund des Wechsels aus der 1. jugoslawischen Liga vom DFB gesperrt. Am Ende des Spielzeit 1965/66 stieg er mit dem Klub in die 2. Amateurliga ab. Nach seinem Aufenthalt in Ulm spielte Velkovski erneut für Vardar Skopje, mit dem Verein trat er 1967/68 im Mitropapokal an. 
Hauptberuflich war Velkovski später in der Gleitlagerfertigung bei der Wieland Gruppe in Ulm tätig.